# Hallein
Hallein es una ciudad histórica de Austria, en el estado de Salzburgo y capital del Distrito de Hallein. Está situada al sur de la ciudad de Salzburgo en la región de Tennegau, a orillas del río Salzach y a la falda del macizo Untersberg, muy cerca de la frontera con Alemania. Con una población de 20.000 habitantes, Hallein es la segunda ciudad del estado de Salzburgo.

## Historia
Bien conocido por las minas de sal de Hallein en la meseta Dürrnberg, los primeros asentamientos de esta zona datan de hace 4.000 años. Fue una comunidad celta desde 600 aC del reino Nórico, hasta que fue conquistado por los romanos en 15 a. C. El nombre de Hallein deriva de la palabra griega y celta "hal" que significa sal.
En el siglo XI, la extracción de sal en Hallein se convirtió en crucial para la riqueza económica del Arzobispado de Salzburgo, compitiendo con las minas de Bad Reichenhall, en Baviera. El arzobispo Kuenburg expulsó a los mineros protestantes a finales del siglo XVII, tras lo cual, varios cientos de ellos emigraron a Walcheren y a Flandes zelandés en Holanda.

### Segunda Guerra Mundial
Durante la Segunda Guerra Mundial, Hallein fue la sede de un campo de trabajo anexo al Campo de concentración de Dachau. Tras la guerra fue la sede de un campamento de desplazados permanentes (Beth Israel). A mediados de 1947, la organización World ORT abrió una escuela en dos de los cuarteles, ofreciendo enseñanza de sastrería, corte y confección, tecnología eléctrica y radio, estética, y tapicería a más de 200 estudiantes. Más tarde, esta organización también ofreció clases de Inglés. En 1948, con el cierre de otros campos de refugiados, Hallein se convirtió en el punto de recogida en Austria de judíos para emigrar a Canadá y Estados Unidos. El campamento se cerró en 1954.

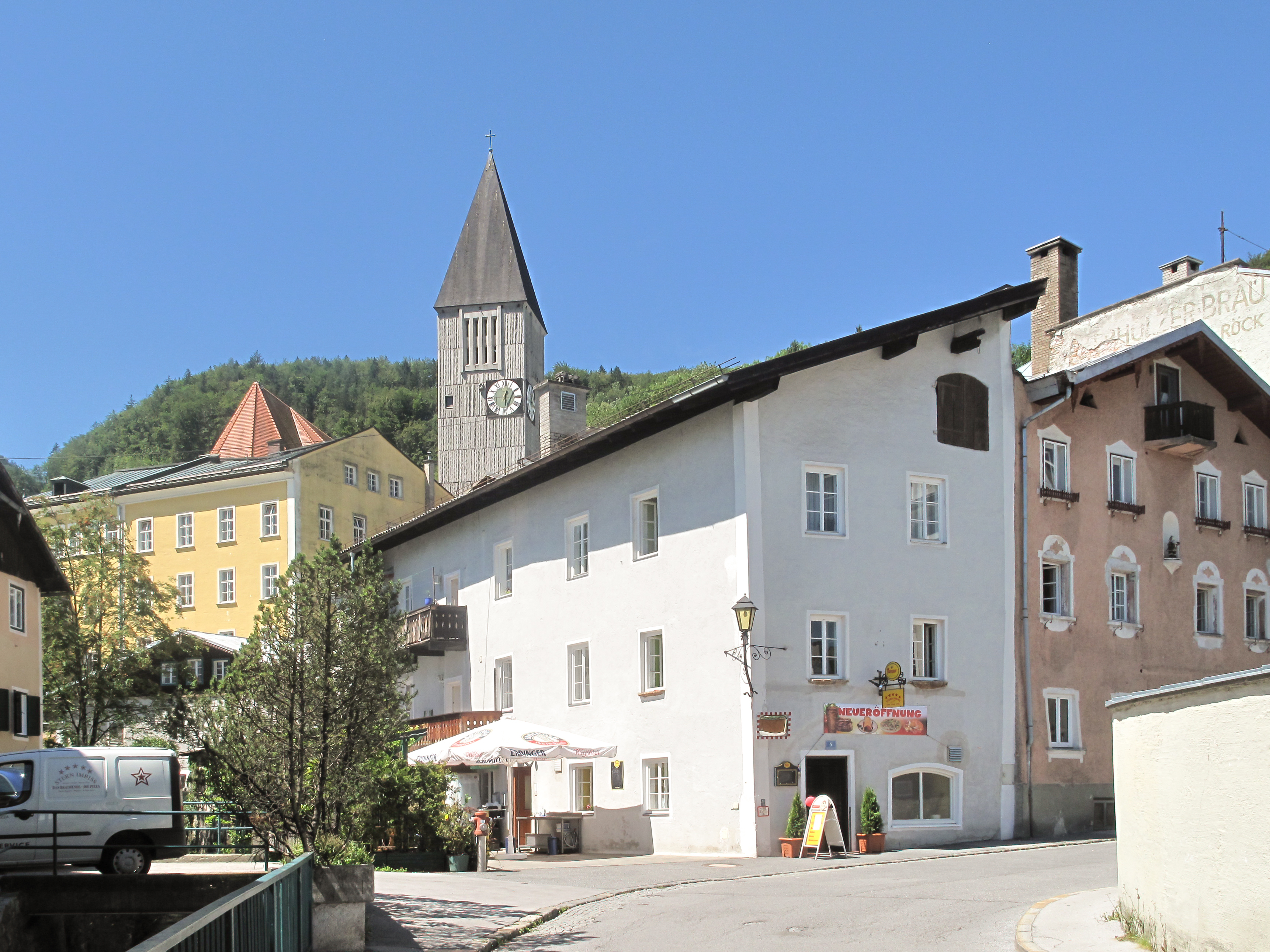
Calle con la torre de la iglesia en Hallein

## Ciudadanos notables
- Franz Xaver Gruber, compositor
- Clemens Holzmeister, arquitecto.
- Herbert Fux, actor y político.
- Judith Wiesner, tenista.
- Anna Fenninger, esquiadora.